# عبدالحسن برزیده
عبدالحسن برزیده (متولد ۱۳۳۹ در آبادان) نویسنده، بازیگر و کارگردان ایرانی است.

## فیلم‌شناسی

### کارگردان
1. دولت مخفی (مجموعه تلویزیونی، ۱۳۹۳) (کارگردان بخش ایران)
2. مزار شریف (۱۳۹۳)
3. راه شیری (مجموعه تلویزیونی، ۱۳۹۳) (کارگردان اپیزود خلسه)
4. چیزی شبیه معجزه (فیلم تلویزیونی، ۱۳۸۸)
5. مثل هیچ کس (مجموعه تلویزیونی، ۱۳۸۷)
6. روایت سه گانه (اپیزود دوم، شوخی‌های خدا) (۱۳۸۲)
7. پرواز خاموش (۱۳۷۷)
8. دکل (۱۳۷۴)

چیزی شبیه معجزه (تله فیلم)
پرواز در ارتفاع صفر (مجموعه تلویزیونی)

### بازیگر
1. سیمرغ (مجموعه تلویزیونی) (۱۳۷۱)
2. تونل (۱۳۷۱)
3. شعله‌های خشم (۱۳۷۱)
4. در جستجوی قهرمان (۱۳۶۷)

### دستیار کارگردان
1. در جستجوی قهرمان (۱۳۶۷)

### مشاور کارگردان
1. نیمه گمشده (۱۳۷۸)

### نویسنده
1. روایت سه گانه (اپیزود دوم، شوخی‌های خدا) (۱۳۸۲)
2. دکل (۱۳۷۴)

## جشنواره‌ها
| جشنواره                     | قسمت        | نامزد           | فیلم      | نتیجه    |
| --------------------------- | ----------- | --------------- | --------- | -------- |
| سی و سومین جشنواره فیلم فجر | بهترین فیلم | عبدالحسن برزیده | مزار شریف | نامزدشده |